# 交口灌区
交口灌区是中国陕西省渭南的一个灌区，其水源为渭河。灌区设计面积80万亩，实际面积为78.9万亩，进水闸设计流量为45立方米每秒。